# Rodborough
Rodborough é uma  paróquia e cidade de Stroud, no condado de Gloucestershire, na Inglaterra. De acordo com o Censo de 2011, tinha 5 334 habitantes. Tem uma área de 4,95 km².